# 奥瀞

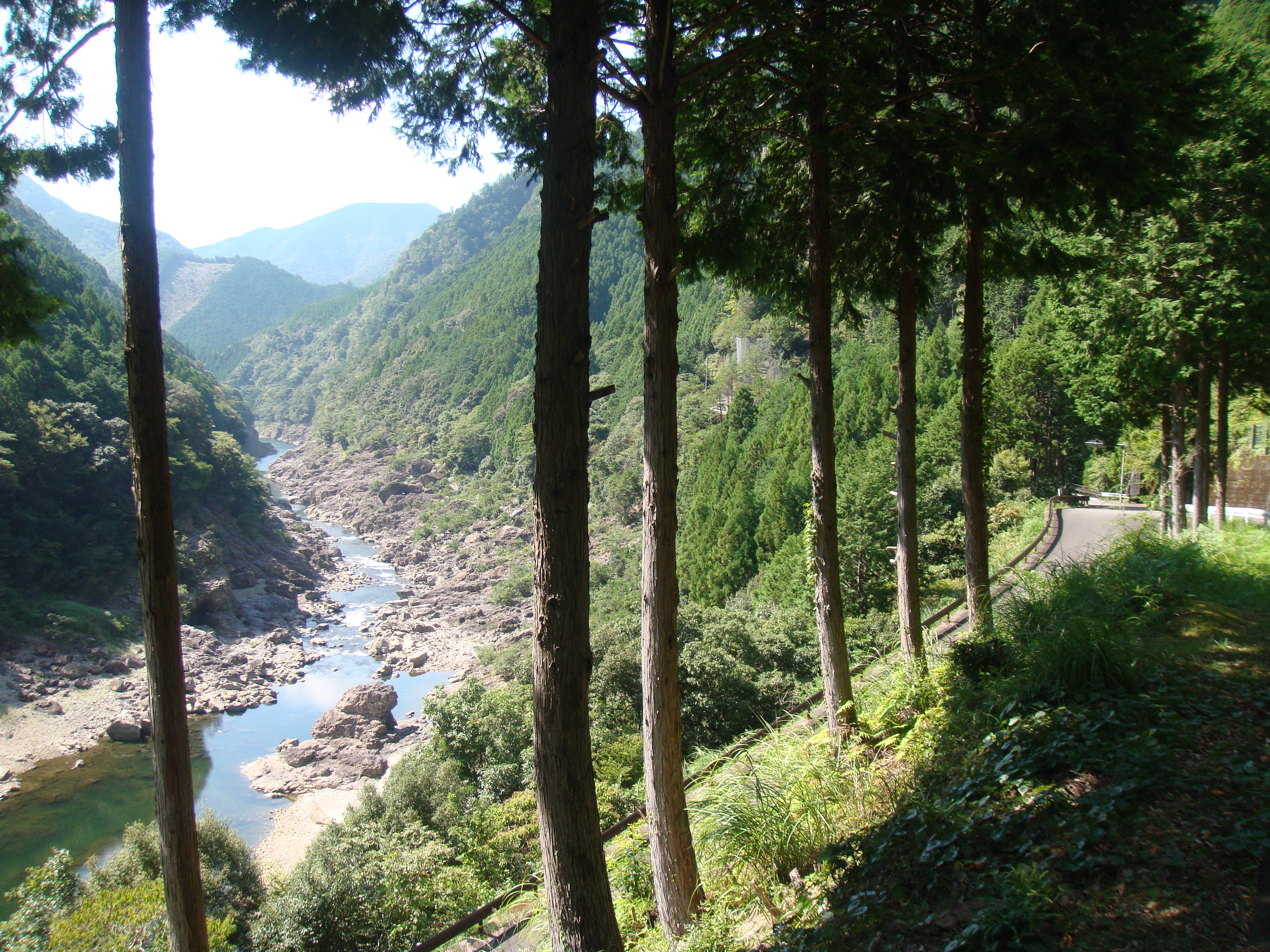
奥瀞（オトノリ周辺）
2010年（平成22年）撮影

奥瀞（おくとろ）は、三重県熊野市および和歌山県東牟婁郡北山村にまたがる渓谷。吉野熊野国立公園に指定された瀞峡の最上流部である。北山峡ともいう。

## 地理
北山川の渓谷・瀞峡は吉野熊野国立公園の指定当時（1936年、昭和11年）には、奥瀞、上瀞、下瀞（瀞八丁）の3つで捉えられるようになっていた。明治初期に瀞八丁が注目された当初は瀞八丁を単に瀞峡と呼ぶこともあり、その後、上瀞や奥瀞にも関心の対象が広がり瀞峡の範囲も広がっていったとされる。
北山川では木材運搬のための筏流しが行われ、伏見城や江戸城本丸には北山材が使用されたとする文献もある。
かつては変化に富んだ渓谷美が延々と続いていた名勝であったが、ダムを造成したために約70%が水没してしまった。現在、自然の森と人工湖が調和した美しい景観が再評価されつつある。

## 交通アクセス
- JR熊野市駅から北山村村営バスおくとろ公園行きで約1時間。